# 特伦德尔
特伦德尔是德国石勒苏益格－荷尔斯泰因州的一个市镇。总面积7.58平方公里，总人口411人，其中男性209人，女性202人（2011年12月31日），人口密度54人/平方公里。